# Penestomus
Penestomus is een geslacht van spinnen uit de familie Penestomidae.

## Soorten
- Penestomus armatus (Lehtinen, 1967)
- Penestomus croeseri Dippenaar-Schoeman, 1989
- Penestomus planus Simon, 1902
- Penestomus stilleri (Dippenaar-Schoeman, 1989)